# 구혼부쓰역
구혼부쓰역(일본어: 九品仏駅, くほんぶつえき)은 일본 도쿄도 세타가야구에 있는 도쿄 급행 전철의 역이다. 역 번호는 OM11이다.

## 역사
- 1929년 11월 1일: 영업 개시.
- 1960년: 목조 양식 구조의 역사로 개축함.

## 역 구조
섬식 승강장 1면 2선의 지상역이다.
역사는 지유가오카 방향의 승강장에 연속 왕복선 사이에 있다. 역의 양단으로 건널목이 있기 때문에 승강장 유효 길이는 4량 편성분만 확보되었다. 따라서, 후타코타마가와 방향 1량은 문을 열지 않는다. 또한, 본 역에서 문이 열리지 않는 오이마치 선 소속 편성의 5호차에는 스티커 등으로 안내되어 있으며, 본 역 도착 전에 방송이 나온다. 2013년 2월 24일에는 도고시 공원역의 도어컷 해소에 따라 본 역은 도큐에서 유일한 도어컷 역이 되었다.
2009년 가을쯤에는 오야마다이 역과 같은 "스레드 라인"이 설치되었다. 급행 열차 통과시에만 가동하여 점멸하겠끔 되고 있다.

### 승강장
| 승강장 | 노선        | 방향 | 행선                                              |
| ------ | ----------- | ---- | ------------------------------------------------- |
| 1      | 오이마치 선 | 하행 | 후타코타마가와・미조노쿠치 방면                   |
| 2      | 오이마치 선 | 상행 | 지유가오카・오오카야마・하타노다이・오이마치 방면 |

## 역 주변
- 구혼부쓰조신지(절)
- 덴엔초후후타바 학원
- 세타가야 구립 구혼부쓰 초등학교
- 세타가야 구혼부쓰 우체국
- 도쿄 도 수도국 연수 개발 센터
- qs마트 구혼부쓰 역점

## 사진

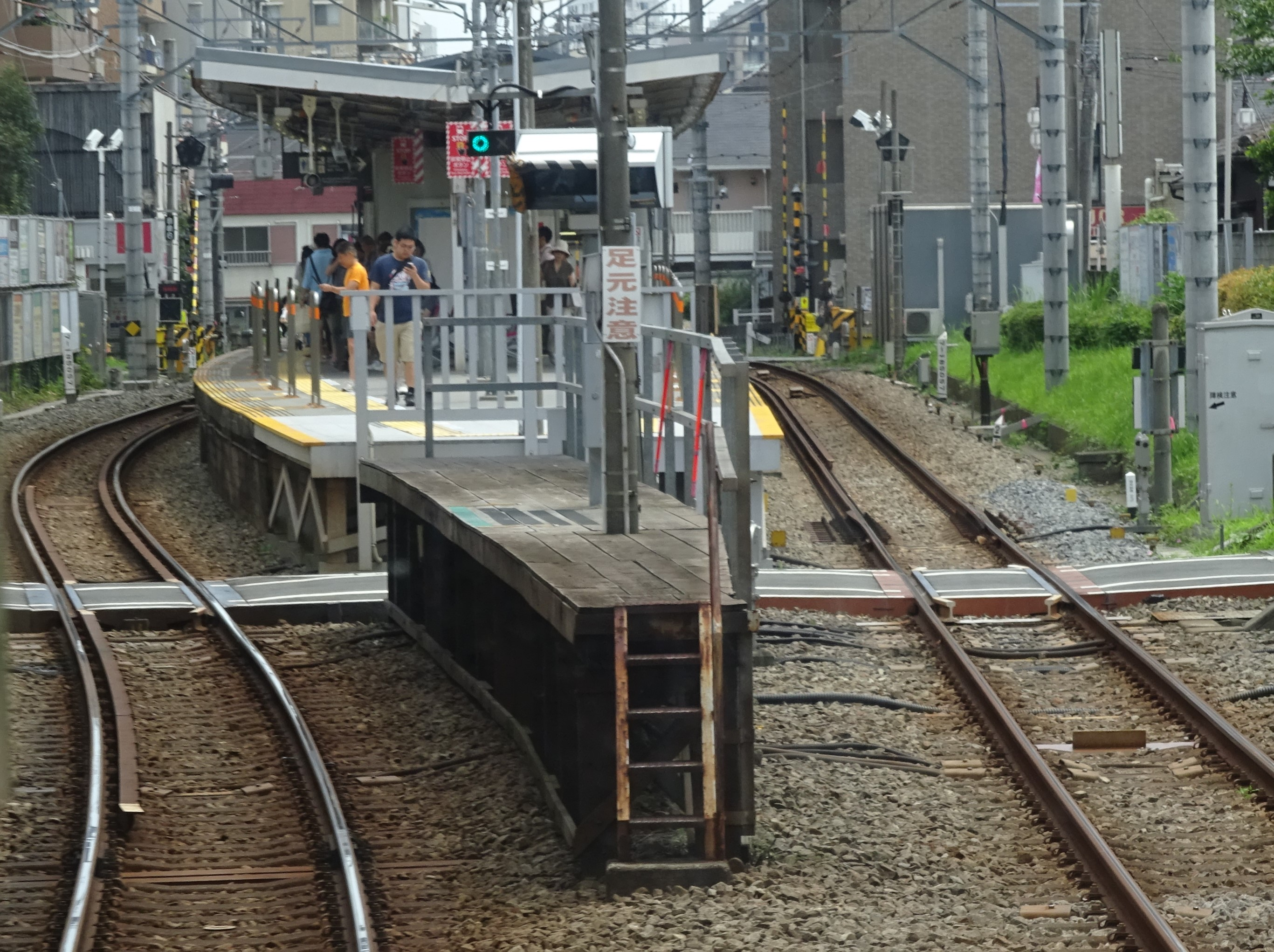
오이마치 행 열차 내에서 본 승강장

## 인접역
| 도쿄 급행 전철 오이마치 선     | 도쿄 급행 전철 오이마치 선                                                | 도쿄 급행 전철 오이마치 선       |
| ------------------------------ | ------------------------------------------------------------------------- | -------------------------------- |
| OM 10 지유가오카 오이마치 방면 | □ 각역정차 (후타코신치, 다카쓰 통과) ■ 각역정차 (후타코신치, 다카쓰 정차) | 오야마다이 OM 12 미조노쿠치 방면 |